# 黒田直静
黒田 直静（くろだ なおちか）は、上総久留里藩の第7代藩主。久留里藩黒田家8代。

## 生涯
文化7年（1810年）3月15日、第5代藩主・黒田直方の妾腹の次男として江戸下谷邸で生まれる。
長兄の直明の早世時はまだ幼少だったため、父が文化9年（1812年）9月13日に隠居したときには家督を継げなかった。
文政3年（1820年）6月、第6代藩主・直侯の養子となり、文政6年（1823年）10月21日の直侯の隠居により家督を継いだ。
文政9年（1826年）12月、従五位下、豊前守に叙位・任官する。
天保11年（1840年）2月、大坂加番に任じられる。
藩政においては天保13年（1842年）11月に藩校・三近塾を創設して藩士の教育化を図る一方で、度重なる外国船襲来に備えて大砲を鋳造するなどの軍備強化にも努めている。
しかし弘化3年（1846年）には藩領である武蔵・上野領内で利根川の氾濫などにより大規模な被害を受けるなど、藩財政は苦しかった。
嘉永7年（1854年）4月26日に死去した。享年45。跡を養子の直和が継いだ。

## 系譜
父母
- 黒田直方（実父）
- 黒田直侯（養父）

正室
- 鎮子 ー 秋田孝季の娘

子女
- 加納久恒（四男）

養子
- 黒田直和 ー 黒田直侯の長男